# Brainsby-Woollard
Brainsby-Woollard (anfänglich: Brainsby) war ein britischer Hersteller von Sonderkarosserien für Personenwagen.

## Unternehmensgeschichte
Das Unternehmen wurde 1905 als Thomas Brainsby & Sons in Peterborough (Cambridgeshire) gegründet. Aufgebaut wurden Karosserien für gehobene Marken wie Crossley, F.I.A.T., Hotchkiss, Minerva oder Rolls-Royce.
Zwischen 1924 und 1929 stellte das Unternehmen jährlich an der Londoner Automobilausstellung in den Olympia-Hallen aus; bei Karosseriebauern jener Zeit ein zuverlässiger Indikator für größere Aktivitäten.
Um 1929 ging aus dem Betrieb die Brainsby-Woollard Ltd. hervor. Allem Anschein nach bestand diese aus einer Partnerschaft zwischen Brainsby und Charles Harry Woollard. Während Thomas Brainsby & Sons zunehmend an Bedeutung verlor, war Brainsby-Woollard überwiegend als Vermittler für andere Karossiers tätig, wobei Charles Woollard die Aufträge akquirierte. In der Regel handelte es sich um kleinere Serien, welche danach nicht selber gebaut wurden, sondern an Subunternehmer zur Ausführung gingen. Brainsby-Woollard scheint gar keine eigene Produktion unterhalten zu haben. Auftraggeber waren meist Automobilhersteller oder große Automobilvertretungen. Dies war gängige Praxis und führte dazu, dass in Einzelanfertigung oder Kleinserie entstandene Aufbauten mit dem Label des Auftraggebers ausgeliefert wurden, sodass oft unklar ist, wer einen bestimmten Aufbau tatsächlich gebaut hat. Die wichtigsten Subunternehmer waren die angesehene John Charles & Co., welche Alvis, Bentley, Lagonda und Stutz für Brainsby-Woollard einkleidete, sowie die Lancefield Coachworks; letztere karossierte nahezu ausschließlich Rolls-Royce. Beide Unternehmen existierten nach 1936 nicht mehr.
Sehr wenige Karosserien von Brainsby und Brainsby-Woollard sind bekannt. Ausnahmen sind ein Landaulet-Aufbau, der ursprünglich für ein Minerva-Fahrgestell gebaut wurde und nun auf dem Rolls-Royce 40/50 h.p. „Silver Ghost“ mit der Fahrgestellnummer 1204 montiert ist, sowie ein Close Coupled Cabriolet (also mit enger Bestuhlung) auf Bugatti Type 50 Fahrgestell Nr. 50144. Ob letztere bei Brainsby oder anderswo realisiert wurde, ist unklar.